# Changeland
Changeland es una película de comedia dramática escrita y dirigida por Seth Green. 
La película fue estrenada el 7 de junio de 2019 por Gravitas Ventures.

## Sinopsis
Mientras visitan Tailandia, dos amigos separados se dan cuenta de que no hay un libro de reglas para encontrar el propósito y el significado en la vida. 

## Reparto
- Seth Green como Brandon.
- Breckin Meyer como Dan.
- Macaulay Culkin como Ian.
- Brenda Song como Pen.
- Clare Grant como Dory.
- Randy Orton como James.
- Rose Williams como Emma.
- Kedar Williams-Stirling como Marc.

## Producción
La película fue anunciada el 21 de junio de 2017. Marca el debut como director de Seth Green, que protagonizará junto a Breckin Meyer, Macaulay Culkin, Brenda Song, Clare Grant, Rose Williams, Kedar Williams-Stirling y Randy Orton. El rodaje en Tailandia comenzó esa misma semana.

## Estreno
En marzo de 2019, Gravitas Ventures adquirió los derechos de distribución de la película y fijó su estreno para el 7 de junio de 2019.